# Scalmicauda bernardii
Scalmicauda bernardii is een vlinder uit de familie van de tandvlinders (Notodontidae). De wetenschappelijke naam van de soort werd in 1968 gepubliceerd door Sergius Kiriakoff.
De soort komt voor in tropisch Afrika.